# Walter Pfeiffer
Walter Pfeiffer (født 26. juni 1927 i Auggen, død 10. maj 2014 i Offenburg) var en tysk fodboldtræner, som var træner for flere danske fodboldklubber i 1960'erne og 1970'erne.

Walter Pfeiffer overtog i 1959 trænerposten i AGF, som han førte til en femteplads. I 1960 var Walter Pfeiffer træner for det AGF-hold der spillede sig frem til finalen i Landspokalturneringen og tabte til Vejle BK. Han nåede også at kvalificere AGF til Mesterholdenes Europa Cup 1960-61 som vinder af Forårsturneringen 1960.

Imidlertid skiftede Pfeiffer i juni 1960 til den mere attraktive cheftrænerpost hos mestrene B1909. Her blev det til en 8. og en 6. plads de første to sæsoner.

Halvvejs inde i 1962-sæsonen sagde Walter Pfeiffer så farvel efter en skuffende sæsonstart i 1.division. Han nåede dog lige at få en enkelt triumf med ved at føre B1909 frem til Landspokalfinalen samme år, hvor det blev til 1-0 sejr over Esbjerg fB.

Walter Pfeiffer rejste efterfølgende til de norske vicemestre Steinkjer FK, før han i 1963 vendte tilbage til Danmark og blev træner for Kolding IF og siden B1901. Begge steder blev det til nedrykning fra henholdsvis 3. division og 1. division.

I 1968 var Walter Pfeiffer landstræner for Island og træner for KR Reykjavik, der blev islandske mestre, og i 1974 for Frederikshavn fI, der rykkede op i 2. division. Walter Pfeiffer sluttede sin trænerkarriere i Randers Freja, hvor han var træner i tre sæsoner, indtil klubben rykkede ud af 1. division.